# Leqinat-See
Der Leqinat-See (albanisch Liqen i Leqinatit oder Liqenatit, Leqinat, Liqenat oder Liqen i Kuqishtës, serbisch Језеро Лићенат Jezero Lićenat) ist ein Bergsee am Leqinat-Berg (2275 m. i. J.) im Westen des Kosovo. Am westlichen Ufer des Sees verläuft die Grenze zwischen dem Kosovo und Montenegro.
Er ist der bekannteste See im Kosovo und wird oft von den die Rugova-Schlucht besichtigenden Touristen und Wanderern besucht. Er liegt auf 1867 m. i. J. und befindet sich südlich des Dorfes Kuqishta.